# Martin Schwarzwald
Martin Schwarzwald (* 6. Mai 1986 in Landstuhl) ist ein deutscher Handballtrainer. Von 2020 bis 2022 trainierte er die Frauenmannschaft des Bundesligisten Bayer 04 Leverkusen.

## Trainerkarriere
Schwarzwald begann seine Trainerkarriere in seinem Heimatverein SV 64 Zweibrücken. Im Jahr 2015 wechselte er als Jugendkoordinator und Co-Trainer der ersten Frauenmannschaft zum Bundesligisten HSG Bensheim/Auerbach. Mit der A-Jugend erreichte er 2016 das deutsche Halbfinale, mit den Damen stieg er 2017 als Co-Trainer von Heike Ahlgrimm in die erste Bundesliga auf. Im selben Jahr heuerte er als Chef-Trainer beim damaligen Zweitligisten TV Beyeröhde an. Während dieser Tätigkeit erwarb er die Trainer A-Lizenz. Nach zwei erfolgreichen Spielzeiten in Wuppertal übernahm er 2019 den Trainerposten des damaligen Drittligisten SG DJK/TSG Mainz-Bretzenheim. Im Dezember 2020 übernahm er das Amt des Chef-Trainers von Michael Biegler beim Bundesligisten Bayer 04 Leverkusen. Im Dezember 2021 wurde sein Vertrag einvernehmlich aufgelöst. Ab Juni 2022 war er Trainer der SG 09 Kirchhof. In seiner ersten Saison führte er die Nordhessinnen zurück in die zweite Bundesliga. Im April 2024 trat er von seinem Amt zurück.

## Privates
Martin Schwarzwald ist von Beruf Kommunikationsdesigner.